# RTCN Mikstat
Radiowo-Telewizyjne Centrum Nadawcze Mikstat – stalowy maszt z odciągami linowymi o wysokości 273 metrów zlokalizowany 1,7 km na wschód od centrum Mikstatu i około 27 km na południe od centrum Kalisza, na wysokości 218 m n.p.m. Anteny radiowe znajdują się 211 m nad poziomem terenu, a telewizyjne 227, 250 i 263 m n.p.t. Obejmują swoim zasięgiem obszar byłych województw kaliskiego (prawie w całości), po części też sieradzkiego, wrocławskiego, a nawet opolskiego. Maszt wybudowany został w 1997. 18 kwietnia 2011 rozpoczęła się z niego emisja drugiego multipleksu naziemnej telewizji cyfrowej, 4 maja 2012 emisja pierwszego, a 20 maja 2013 emisja trzeciego. Właścicielem obiektu jest spółka EmiTel.

## Transmitowane programy

### Programy telewizyjne
Programy telewizji analogowej zostały wyłączone 20 maja 2013 r.
| LP | Program | Właściciel            | Częstotliwość | Kanał | Moc nadajnika | Polaryzacja |
| -- | ------- | --------------------- | ------------- | ----- | ------------- | ----------- |
| 1  | TVP2    | Telewizja Polska S.A. | 599,25 MHz    | 37    | 200 kW        | pozioma     |
| 2  | TV4     | Polskie Media S.A.    | 687,25 MHz    | 48    | 200 kW        | pozioma     |
| 3  | TVP1    | Telewizja Polska S.A. | 711,25 MHz    | 51    | 200 kW        | pozioma     |

### Programy radiowe FM
| LP | Program                   | Właściciel                                                           | Częstotliwość | Moc nadajnika | Polaryzacja |
| -- | ------------------------- | -------------------------------------------------------------------- | ------------- | ------------- | ----------- |
| 1  | Radio Poznań              | Polskie Radio - Regionalna Rozgłośnia w Poznaniu "Radio Poznań" S.A. | 91,1 MHz      | 10 kW         | pozioma     |
| 2  | Polskie Radio 24          | Polskie Radio S.A.                                                   | 94,2 MHz      | 10 kW         | pozioma     |
| 3  | Polskie Radio Program II  | Polskie Radio S.A.                                                   | 95,6 MHz      | 10 kW         | pozioma     |
| 4  | RMF FM                    | Radio Muzyka Fakty Sp. z o.o.                                        | 98,0 MHz      | 10 kW         | pozioma     |
| 5  | Polskie Radio Program I   | Polskie Radio S.A.                                                   | 100,0 MHz     | 10 kW         | pozioma     |
| 6  | Polskie Radio Program III | Polskie Radio S.A.                                                   | 102,5 MHz     | 10 kW         | pozioma     |
| 7  | Radio Zet                 | Radio ZET Sp. z o.o.                                                 | 104,4 MHz     | 10 kW         | pozioma     |
| 8  | Radio Centrum             | Centrum Kultury i Sztuki                                             | 106,4 MHz     | 10 kW         | pozioma     |

### Programy radiowe – cyfrowe
| Skład multipleksu | Częstotliwość | Kanał | Moc nadajnika | Polaryzacja | Kierunkowość | Kompresja      |
| --- | ------------- | ----- | ------------- | ----------- | ------------ | -------------- |
| DAB+ - Polskie Radio Program I - Polskie Radio Program II - Polskie Radio Program III - Czwórka - Polskie Radio Dzieciom - Radio Poland - Program IV Polskie Radio 24 - Polskie Radio Chopin - Radio Poznań | 218,64 MHz    | 11B   | 8,6 kW        | pionowo     | kierunkowa   | AAC/AAC+/AAC++ |

### Programy telewizyjne - cyfrowe
| Nazwa multipleksu | Częstotliwość (MHz) | Kanał | Moc (kW) | Polaryzacja | Charakterystyka promieniowania | Standard nadawania | Kompresja | Data uruchomienia nadajnika |
| ----------------- | ------------------- | ----- | -------- | ----------- | ------------------------------ | ------------------ | --------- | --------------------------- |
| MUX 1             | 658 MHz             | 44    | 50 kW    | pozioma (H) | dookólna (ND)                  | DVB-T2             | HEVC      | 4 maja 2012                 |
| MUX 2             | 562 MHz             | 32    | 45 kW    | pozioma (H) | dookólna (ND)                  | DVB-T2             | HEVC      | 19 kwietnia 2011            |
| MUX 3 (Poznań)    | 554 MHz             | 31    | 100 kW   | pozioma (H) | kierunkowa (D)                 | DVB-T              | MPEG-4    | 20 maja 2013                |
| MUX 4             | 610 MHz             | 38    | 100 kW   | pozioma (H) | dookólna (ND)                  | DVB-T2             | HEVC      | 30 czerwca 2021             |
| MUX 6             | 602 MHz             | 37    | 100 kW   | pozioma (H) | dookólna (ND)                  | DVB-T2             | HEVC      | 28 kwietnia 2021            |